# Jump Britain
Jump Britain è un documentario del 2005 sul Free Running. Diretto da Mike Christie e prodotto dalla Carbon Media è un sequel di Jump London.
Due dei tre free runner di Jump London (Sébastien Foucan e Jerome Ben Aoues) sono membri del Urban FreeFlow che tracciano su numerosi monumenti famosi in tutta la Gran Bretagna.
Un'altra sezione del documentario vede vari membri di Urban FreeFlow andare in pellegrinaggio per Lisses, in Francia. Il viaggio comprende la visita alla famosa Dame du Lac.